# Wiatr przełęczowy
Wiatr przełęczowy - lokalny wiatr wiejący w przełęczach w górach.
Przykładem wiatrów przełęczowych są wiatry w cieśninie Gibraltarskiej, wiatr w Przesmyku Tehunatepec w Meksyku, jochwinde, wiatry w cieśninie Juan de Fuca, czy w Hinlopenstretet koło Spitsbergenu.

## Referencje
- Bendall, A.A., 1982: Low-level flow through the Strait of Gibraltar. The Meteorological Magazine, Vol. 111, pp. 149-153
- Colle, B.A., C.F. Mass, 2000: High-Resolution Observations and Numerical Simulations of Easterly Gap Flow through the Strait of Juan de Fuca on 9-10 December 1995. Monthly Weather Review: Vol. 128, pp. 2398-2422.
- Colle, B.A., C.F. Mass, 1998: Windstorms along the Western Side of the Washington Cascade Mountains. Part I: A High-Resolution Observational and Modeling Study of the 12 February 1995 Event. Monthly Weather Review: Vol. 126, pp. 28-52.
- Overland, J.E., and B.A. Walter, 1981: Gap winds in the Strait of Juan de Fuca, Monthly Weather Review: Vol. 109, pp. 2221-2233.
- Scorer, R.S., 1952: Mountain-gap winds; a study of the surface wind in Gibraltar. Quarterly Journal of the Royal Meteorological Society: Vol. 78, pp. 53-59
- Sharp, J. and C.F. Mass, 2002: Columbia Gorge Gap Flow: Insights from Observational Analysis and Ultra-High Resolution Simulation. Bulletin of the American Meteorological Society: Vol. 83, pp. 1757-1762.
- Steenburgh, W.J., D.M. Schultz, B.A. Colle, 1998: The Structure and Evolution of Gap Outflow over the Gulf of Tehuantepec, Mexico. Monthly Weather Review: Vol. 126, pp. 2673-2691.